# Бруни (остров)
Бруни (англ. Bruny Island) — остров в Тасмановом море у юго-восточного побережья острова Тасмания, от которого отделён проливом Д'Антркасто. Находится южнее реки Деруэнт. Назван в честь французского исследователя Жозефа Антуана де Брюни Д'Антркасто.

## География
Остров Бруни состоит из двух островков (Северный Бруни и Южный Бруни), соединённых узким песчаным перешейком. Площадь острова — 370,6 км². Побережье, обращённое к морю, обрывистое и крутыми скалами. К востоку от Северного Бруни находится залив Сторм.
Растительность луговая, эвкалиптовые леса. В южной части Бруни расположен национальный парк.

## История
До появления европейцев на острове Бруни проживало большое сообщество местных аборигенов. В ноябре 1642 года в окрестностях острова высадился голландский путешественник Абел Тасман, а в 1773 году у побережья причалило судно Тобиаса Фюрно, который исследовал вместе с Джеймсом Куком остров Тасмания. 23 января 1777 года в бухте Адвенчур причалили судна экспедиции Джеймса Кука. В 1792 году Бруни был исследован французским путешественник Брюни Д'Антркасто, в честь которого и был назван остров. Вплоть до 1918 года название острова имело написание фр. Bruni, став впоследствии англ. Bruny.
В конце XIX века на острове располагался склад угля для морских пароходов, на восточном берегу находился городок Куквилл (англ. Cookville), на северо-западе — маяк.

## Население
Численность населения острова составляет 620 человек, которые проживают в четырёх небольших поселениях, три из которых расположены на острове Южный Бруни. Административный центр — поселение Алоннах (англ. Alonnah).
Развит туризм.